# Iskandar Chatlonij

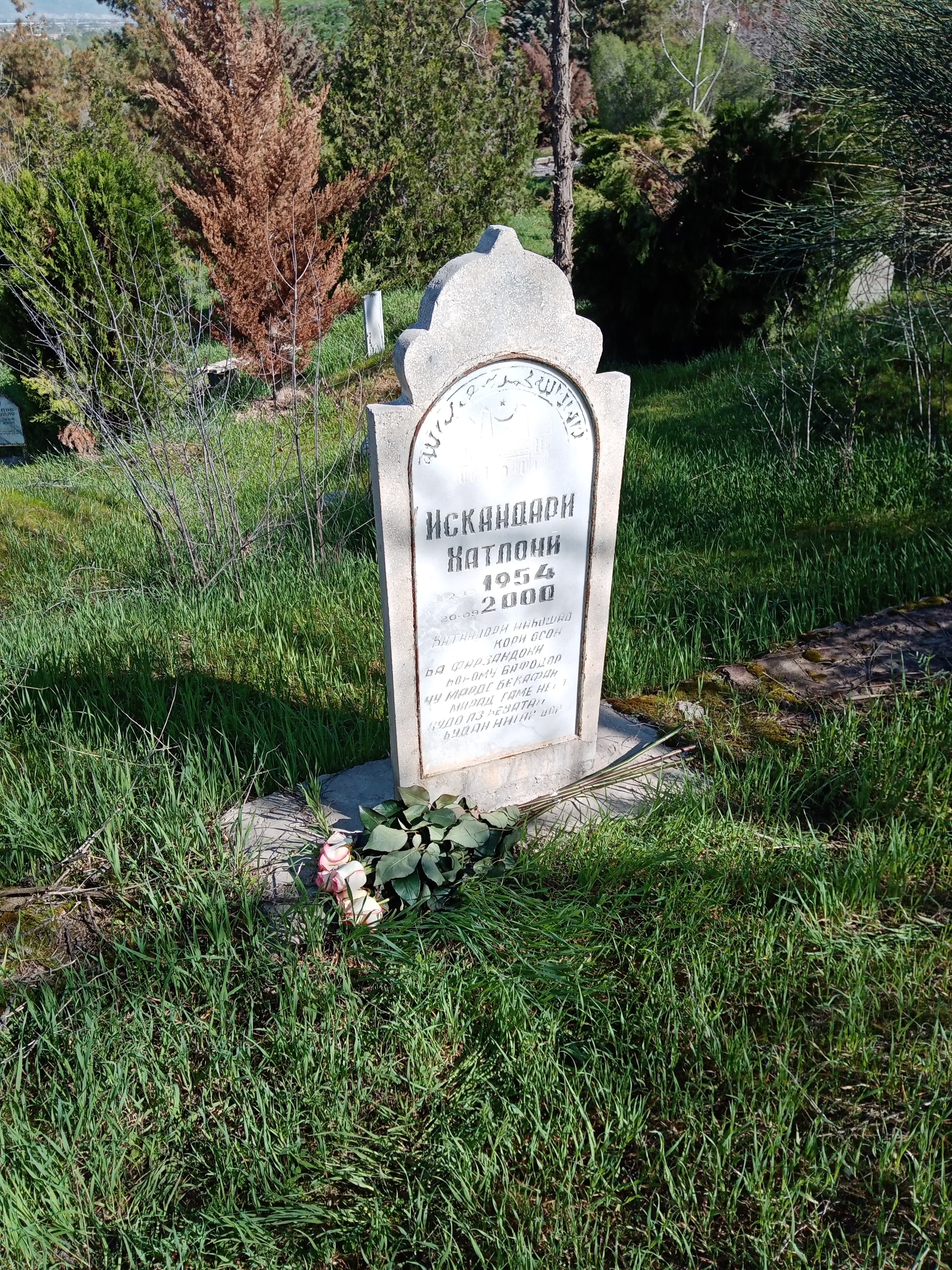
Grabstein in Kulob

Iskandar Chatlonij (tadschikisch Искандар Хатлонӣ, englische Transkription Khatloni; * 12. Oktober 1954; † 21. September 2000 in Moskau) war ein tadschikischer Hörfunkjournalist.
Chatlonij hat am Maxim-Gorki-Literaturinstitut studiert. Er begann seine Arbeit als Journalist in den 1980er-Jahren beim BBC World Service. 1996 wurde er Moskau-Korrespondent des tadschikischen Service von Radio Free Europe/Radio Liberty (RFE/RL).
Am 21. September 2000 wurde Iskandar Chatlonij von Unbekannten in seiner Wohnung mit einer Axt erschlagen. Er war zu diesem Zeitpunkt mit Recherchen über Menschenrechtsverletzungen in Tschetschenien beschäftigt, für die der Sender wiederholt von offiziellen Stellen kritisiert worden war.
Die oder der Täter wurden bis heute nicht gefasst.